# Efflorescenza
In chimica, l'efflorescenza (dal latino efflorescere) è una proprietà di alcuni sali di perdere molecole di acqua di cristallizzazione.
Il fenomeno è dovuto alla differenza di pressione di vapore esistente tra il composto idrato e la pressione del vapore acqueo atmosferico. Ciò si traduce nella tendenza dell'acqua di cristallizzazione del composto ad abbandonare il solido passando in fase vapore nell'aria, quando si è in condizioni di bassa umidità. 
Il composto tenderà quindi a divenire anidro. 
Esempi classici di composti efflorescenti sono:
- il gesso, CaSO4·2H2O,
- il solfato rameico pentaidrato, CuSO4·5H2O, che tra l'altro perdendo acqua passa da una colorazione blu a una bianca.

Altri composti efflorescenti sono anche alcuni cloruri e nitrati idrati.
Può considerarsi come un caso opposto alla deliquescenza, tendenza ad assorbire umidità atmosferica.

## Efflorescenza in edilizia

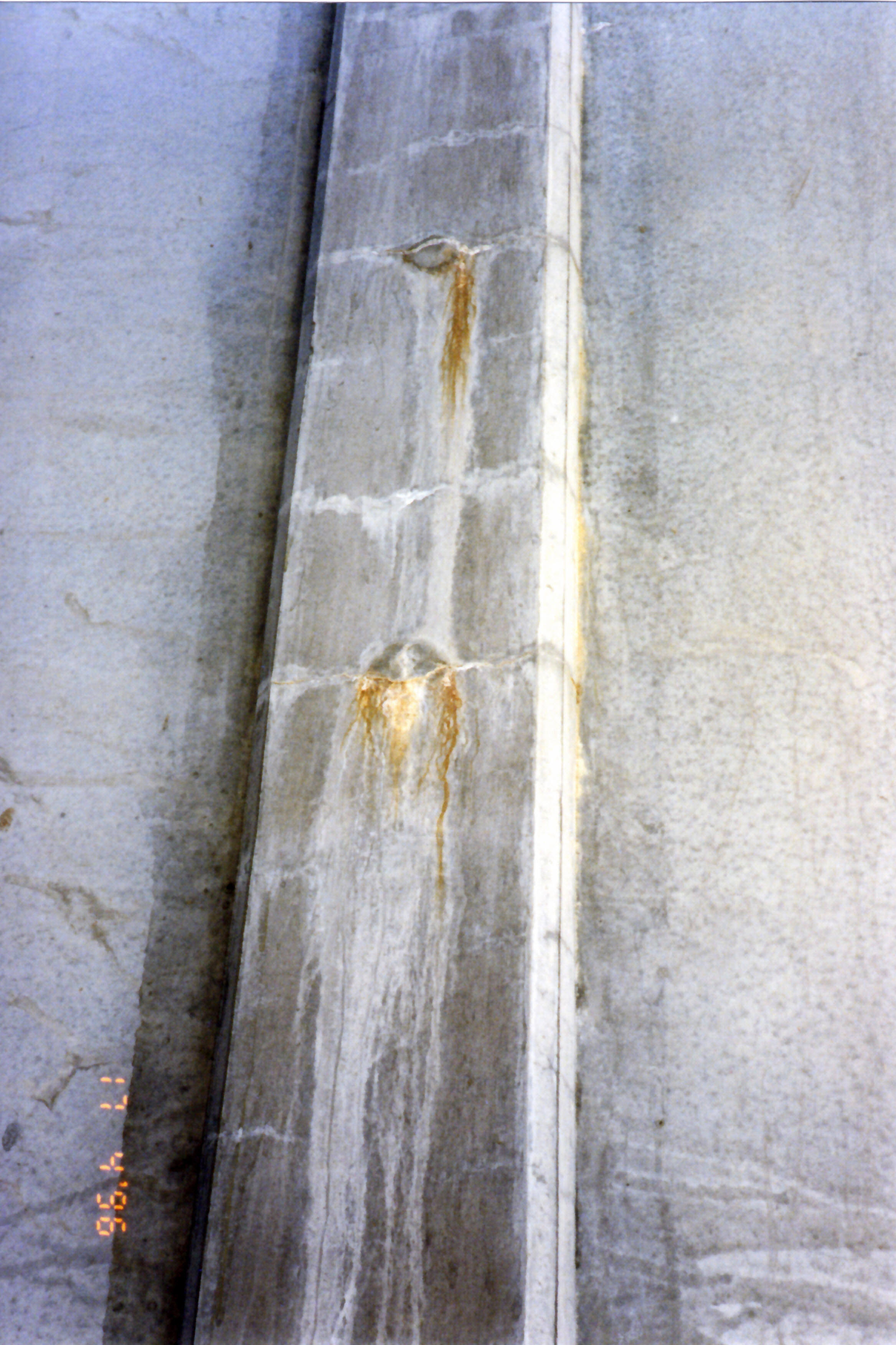
Efflorescenze su strutture di calcestruzzo armato dovute al dilavamento dell'idrossido di calcio prodotto dall'idratazione del cemento il quale a contatto con l'anidride carbonica dell'aria si trasforma in carbonato di calcio che si deposita sulla superficie formando macchie biancastre

Il termine viene normalmente impiegato in edilizia per descrivere i cristalli bianchi comunemente visibili sulla superficie di intonaci, pietre o mattoni a vista, o sulle fughe di pavimenti impermeabili quali la ceramica. Sono cristalli dei sali (al 95% cloruri, solfati e nitrati) che erano prima disciolti nella soluzione salina all'interno dei muri quasi sempre portati da una risalita dal terreno umido. L'evaporazione della risalita avviene dalle superfici: l'acqua evapora, ma i sali no, e con il tempo si generano i cristalli. Processo simile ad es. al calcare che si forma in fondo ad un pentolino che bolle troppo in cucina. Sono anche volgarmente, ma erroneamente, dette anche salnitro che però tecnicamente indica solo il nitrato di potassio.

Le efflorescenze si formano dove c'è evaporazione, perciò, sia sui muri interni che esterni di un edificio.

### Tipologie

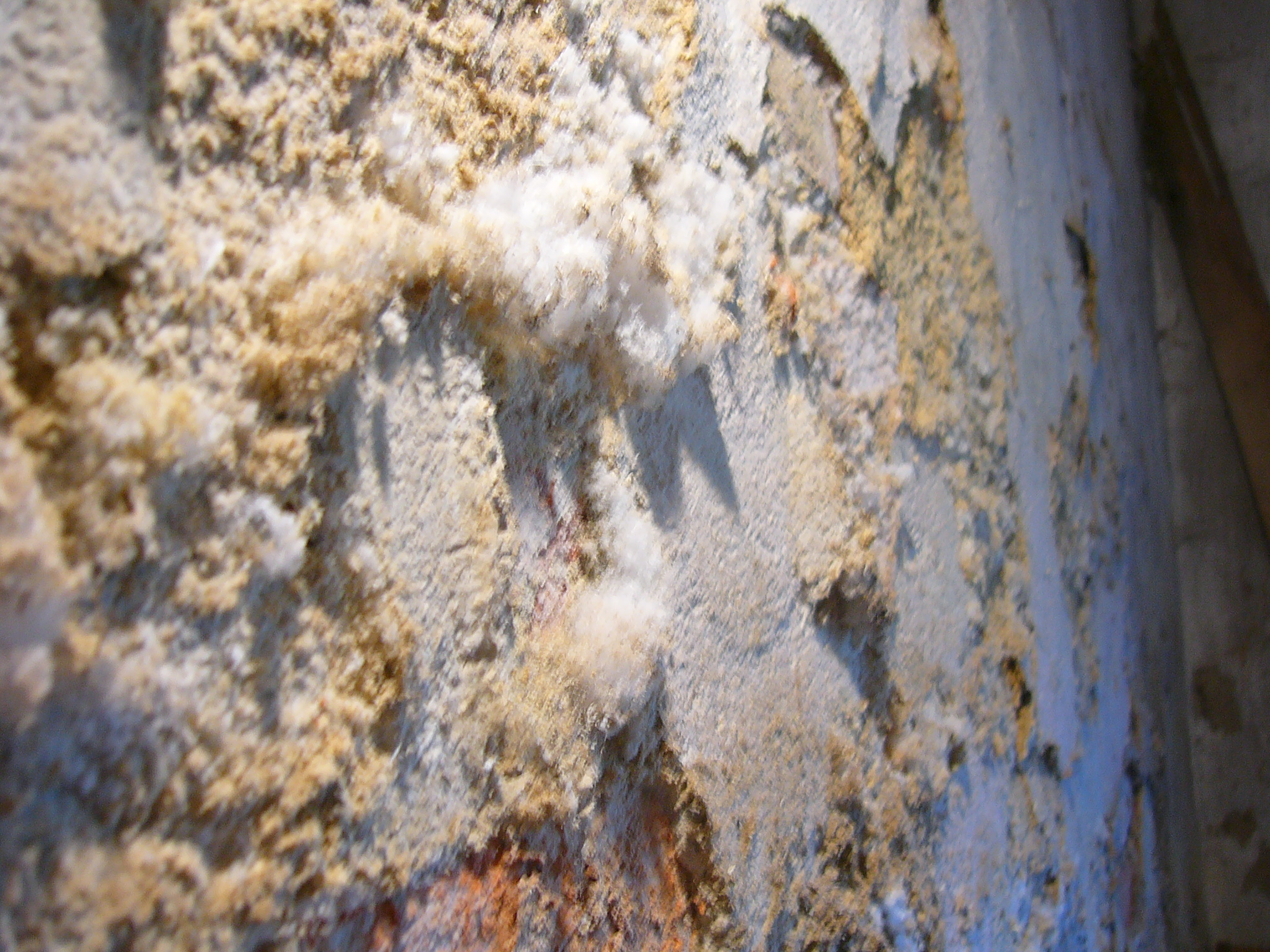
Formazione di efflorescenze su un muro.

Le forme più comuni di efflorescenze sono costituite da depositi biancastri ad aspetto cristallino, pulverulenti, o appiccicose.

Possono comparire anche in ambienti umidi, quali cantine, grotte e stalle dove sono generate dall'azione dei batteri nitrificanti che convertono l'urea dei composti organici (ad esempio del letame) in sali nitrati. Sulle facciate costiere si possono trovare anche i cloruri della salsedine portata dalle burrasche.

### Formazione ed effetti
L'efflorescenza come intesa in edilizia è un fenomeno superficiale causato dall'evaporazione di acqua contenente sali solubili all'esterno di una superficie muraria. 

La quantità di cristalli dei sali dipende dai due fattori coinvolti: dal ritmo di evaporazione che dipende dalle condizioni climatiche (temperatura, umidità relativa attuale, esposizione o no all'irraggiamento solare, vento, ecc.) e  dalla struttura capillare interna del materiale della superficie.

Siccome queste condizioni possono variare, il fronte dell'evaporazione può spostarsi anche all'interno della superficie, nel qual caso sarà lì che si formeranno i cristalli. In questo caso si avranno non più le innocue efflorescenze sulla superficie, ma invece le dannose sub-efflorescenze nei primi 15 - 20 mm sotto la superficie che, con il ripetuto accumulo di cristalli, provocano il distacco delle parti più superficiali della muratura, similmente ai fenomeni dovuti all'azione del gelo, e rompono il materiale.

Più in profondità i sali sono ancora in soluzione e pertanto non possono fare danno. 

### Origine dell'acqua
L'acqua può avere origine interna (umidità di costruzione che viene smaltita in un periodo compreso tra 6 e 24 mesi) o esterna (falda acquifera, pioggia, umidità del terreno, ecc.).

### Origine dei sali
In edifici antichi l'acqua con i sali disciolti è normalmente penetrata nei muri da una risalita dal terreno nella base del muro. Oppure possono esserci state delle perdite fognarie ecc. Altra fonte d'ingresso di sali sono gli escrementi di uccelli (il "guano" che è ricchissimo di nitrati) che la pioggia ha disciolto da tetti e cornicioni e trasportati in basso sulla facciata.
Oppure possono derivare dai sali solubili che sono contenuti nei materiali con cui è costituito il manufatto, quali ad esempio:
- i leganti (cemento[2], la calce idraulica, ecc.)
- gli inerti
- i laterizi
- l'acqua di impasto delle malte

In questo caso le efflorescenze sono esteticamente fastidiose, ma innocue, in quanto - una volta asciugata completamente la muratura - terminerà l'apporto di nuovi sali dalla stessa. 

Quando i sali provengono da fonti esterne quali il terreno (sali solubili assorbiti con la risalita capillare) o l'aerosol marino oppure smog in zone di inquinamento atmosferico, le efflorescenze e soprattutto le sub-efflorescenze che si formano hanno sempre effetti dannosi a seguito dei predetti cicli di bagnatura e asciugatura.

### Rimedi
L'unico vero rimedio risolutivo per il risanamento di muri umidi dai danni da sali da sub-efflorescenze è di estrarli e rimuoverli con un impacco bio-estrattore mangiasali. Gli impacchi usati per la riduzione dei sali sono delle masse dense costituite da materiali inerti (pasta di cellulosa, materiali argillosi, ecc.) imbevuti con acqua e/o solventi. Finora è stata impiegata, ma solo dai restauratori, argilla sepiolite mista a polpa di cellulosa. Oggi essi impiegano un altro impacco bio mangiasali, anch'esso acquoso, a base fibre di cellulosa e diatomite che è molto più efficace della sepiolite e il cui uso è entrato anche nel normale risanamento edile architettonico su larga scala. Quest'ultimo viene specificato dalle Soprintendenze in molti capitolati per i più importanti restauri monumentali con il nome commerciale di Westox Cocoon.
La pratica di un normale lavaggio con una soluzione al 5-10% di acido cloridrico è assolutamente inutile per rimuovere le efflorescenze dei sali più comuni, cloruri, solfati, nitrati in quanto l'acido è inefficace su questi sali: questo acido serve solo a sciogliere carbonati o residui di malta. L'utilizzo di acidi è assolutamente da evitare, tuttavia, nel caso di manufatti di interesse storico-artistico, poiché provoca un grave deterioramento delle rocce, sia naturali, sia artificiali. L'estrazione dei sali solubili deve pertanto essere eseguita con acqua distillata. La rimozione di efflorescenze saline non solubili in acqua può essere condotta con mezzi meccanici (bisturi, microscalpelli, ecc.)